# من عاشق شدم
من عاشق شدم (به هندی: Maine Pyar Kiya) فیلمی محصول سال ۱۹۸۹ و به کارگردانی سورج بارجاتیا است. در این فیلم بازیگرانی همچون سلمان خان، بهاگیاشره، لاکسیمیکانت برد، آلوک نات، ریما لاگو، موهنیش باهل ایفای نقش کرده‌اند.